# 王慧麟
王慧麟（1969年—），香港大學法律系畢業，於倫敦大學亞非學院取得法律碩士及哲學博士學位。曾為報章評論版編輯及主筆，電視台編輯主任，公共事務顧問，香港大學現代語言及文化學院助理教授。他曾經任職傳媒，在2011年至2021年中為now新聞台《時事全方位》及財經台《大鳴大放》節目主持，並在《明報》、《經濟日報》及《am730》撰寫專欄，亦在無線收費電視生活台《全民開講》出任嘉賓。曾為已解散組織高教公民的成員。
王慧麟於1995年至1997年期間擔任時任立法局議員張炳良的助理，後來在香港政府部門任職政務官(簡稱AO)，兩年後請辭。1999年至2003年期間擔任香港經濟日報評論版記者/主筆。他也曾經是商業電台節目光明頂及打書釘的主持。

## 相關事件
在2012年now新聞台所主辦的香港立法會選舉論壇，王慧麟向九龍東地區直選候選人謝偉俊提問，以虛構的馬頭圍邨重建計劃及已落實的和樂邨加建升降機政策。

## 著作
| Chinese Marriage and Social Change: The Legal Abolition of Concubinage in Hong Kong | Singapore: Springer                        | 2020年2月 | ISBN 978-981-15-1643-6 |
| Re-Ordering Hong Kong: Decolonisation and the Bill of Rights Ordinance in Hong Kong | London: Wildy, Simmonds & Hill Publishing  | 2017年9月 | ISBN 978-0854902309    |
| 《閱讀殖民地II》                                                                    | 香港：上書局                               | 2007年7月 | ISBN 9789889947903     |
| 《閱讀殖民地》                                                                      | 香港：Tom(Cup Magazine) Publishing Limited | 2005年6月 | ISBN 9884840987        |
| 《67 暴動秘辛—英方絕密檔案曝光》                                                    | 香港：香港經濟日報                         | 2001年7月 | ISBN 962678086X        |

## 資料來源
1. ↑  莊恭南. . 香港01. 2019-08-28  [2020-02-04]. （原始内容存档于2020-02-04） （中文（香港））.